# Oficyna Wydawnicza Atut
Oficyna Wydawnicza Atut – wydawnictwo wrocławskie założone w 1993 roku, wydające głównie książki naukowe i popularnonaukowe, oraz literaturę piękną. Znaczna część publikacji związana jest z tematyką pogranicza kulturowego polsko-czesko-niemieckiego.
Wydawnictwo założył i prowadzi Witold Podedworny. Atut samodzielnie lub wspólnie z Neisse Verlag z Drezna wydaje publikacje naukowe w języku niemieckim. Ogólnopolski projekt Kroki/Schritte, w którym uczestniczy Oficyna, przybliża czytelnikowi polskiemu współczesną prozę niemieckojęzyczną. Wydawnictwo jest inicjatorem przekładów z literatury niemieckiej oraz współczesnej literatury czeskiej i słowackiej.

## Serie wydawnicze
Serie wydawnicze Atutu to m.in.:
- Baśniokrąg (baśnie do tej pory polskim czytelnikom nieznane bądź w nowych przekładach);
- Biblioteka Dawnego Wrocławia (monograficzne opracowania dziejów miasta, w tym debiuty naukowe młodych badaczy, poświęcone wybitnym postaciom, ważnym wydarzeniom i zjawiskom, dziełom literatury i sztuki);
- Bibliotheca Curiosa (teksty zapomniane, które kiedyś były powszechnie znane, czytane i komentowane. Seria rekonstruuje encyklopedyczną wiedzę dawnych epok jako interpretacyjny kontekst pozwalający lepiej zrozumieć Dantego, Szekspira czy Kochanowskiego);
- Literatura Czeska (antologie poezji i dramatu, wybory wierszy, powieści oraz opowiadań twórców młodych, jak również utwory artystów, których nazwiska były w komunistycznej Czechosłowacji skazane na zapomnienie. W ramach serii wydano takich autorów, jak: Viola Fischerová, Sylva Fischerová, Tomáš Přidal, Jiří Kratochvil, Přemysl Rut, Pavel Brycz, Radka Denemarková, Ota Filip);
- Niemcy – Media – Kultura (książki poświęcone szeroko pojętej problematyce niemcoznawczej w perspektywie kulturowo zorientowanej wiedzy o mediach);
- Nowe Książki z Niemiec (utwory pisarzy niemieckich urodzonych na Śląsku oraz literatura ilustrująca dyskusję o Polsce i stosunkach niemiecko-polskich);
- NRD. Polityka – Społeczeństwo – Kultura (ważne publikacje badaczy zajmujących się problematyką NRD);
- Poetae Silesiae (liryczne i prozatorskie dokonania niemieckich i polskich autorów wywodzących się z terenów historycznego Śląska, od baroku do współczesności. W serii wydano wiersze m.in. Moniki Taubitz, Dagmar von Mutius, Armina Müllera, Jochena Hoffbauera, Therese Chromik);
- Spotkania Dolnośląskie (zapis cyklicznych debat na temat tożsamości Dolnoślązaków po 1945 r.);
- Zrozumieć Niemcy (współczesne, nieideologiczne rozumienie kultury niemieckiej).

## Czasopisma naukowe i popularnonaukowe
- „Filoteknos. Literatura dziecięca – mediacja kulturowa – antropologia dzieciństwa / Children’s Literature – Cultural Mediation – Anthropology of Childhood” – międzynarodowe czasopismo naukowe poświęcone twórczości związanej z dzieckiem jako kulturowym punktem odniesienia, wydawane od 2010 r., ISSN 2082-9310.
- „Orbis Linguarum” – czasopismo filologiczne wydawane przez Instytut Filologii Germańskiej Uniwersytetu Wrocławskiego od 1994 r., ISSN 1426-7241.
- „Polish Journal of Applied Psychology” – wydawane od 2001 r. w języku angielskim czasopismo Instytutu Psychologii na Uniwersytecie Wrocławskim, ISSN 1642-1892.
- „Pro publico bono. Zeszyty Naukowe Dolnośląskiej Wyższej Szkoły Służb Publicznych „Asesor” we Wrocławiu” – wydawane od 2005 r., ISSN 1895-9563.
- „Szkice Legnickie” – czasopismo wydawane przez Towarzystwo Przyjaciół Nauk w Legnicy od 1966 r., ISSN 0137-5326.
- „Via Communicandi. Prace z Antropologii Komunikacji i Epistemologii Społecznej” – czasopismo Wydziału Nauk Społecznych i Dziennikarstwa Dolnośląskiej Szkoły Wyższej, wydawane od 2012 r., ISSN 2300097X.
- „Zbliżenia Interkulturowe – Polska. Niemcy. Europa / Interkulturelle Annäherungen – Polen. Deutschland. Europa” – pismo Wyższej Szkoły Studiów Międzynarodowych w Łodzi, wydawane od 2007 r.
- „Znaczenia. Kultura – Komunikacja – Społeczeństwo” – półrocznik wydawany przy Instytucie Dziennikarstwa i Komunikacji Społecznej Uniwersytetu Wrocławskiego od 2008 r., ISSN 1899-9670.

### Czasopismo „Sudety”
Od 2001 roku Atut wydaje „Sudety” – miesięcznik dla miłośników gór.

## Nagrody
- Nagroda Kulturalna Śląska rządu Dolnej Saksonii i samorządu województwa dolnośląskiego dla Oficyny Wydawniczej Atut (2013);
- Nagroda „Literatury na Świecie” w kategorii Prozy dla Ryszarda Wojnakowskiego za przekład powieści Ja Wolfganga Hilbiga (2006) oraz w kategorii Nowego Głosu dla Łukasza Musiała za książkę Kafka. W poszukiwaniu utraconej rzeczywistości (2011) i dla Doroty Dobrew za przekład Straszydeł na co dzień Karela Michala (2009);
- Nagroda im. ks. Janusza Pasierba dla dr Aleksandry Szewczyk za książkę Mecenat artystyczny biskupa wrocławskiego Jana V Thurzona (1506–1520) (2010);
- Główna nagroda w V edycji konkursu imienia dr Katarzyny Cieślak dla Piotra Kociumbasa za książkę Słowo miastem przepojone. Kantata okolicznościowa w osiemnastowiecznym Gdańsku (2010);
- Literacka Nagroda Europy Środkowej Angelus – Sąsiedzi i ci inni Oty Filipa w finale Nagrody (2009),
- Nagroda „Leopoldina” Niemiecko-Polskiego Towarzystwa UWr dla Marcina Miodka za książkę Niemcy. Publicystyczny obraz w „Pionierze”/ „Słowie Polskim” 1945–1989 (2008);
- Nagroda Fundacji Kultury dla Jacka Bieruta za powieść PiT (2007);
- Ministerialna odznaka „Zasłużony dla Turystyki” dla miesięcznika „Sudety” (2005);
- Nagroda Marszałka Województwa Dolnośląskiego za szczególne osiągnięcia w dziedzinie kultury dla Witolda Podedwornego za działalność wydawniczą promującą Dolny Śląsk (2003);
- Konkurs im. Mieczysława Orłowicza – wyróżnienie dla miesięcznika „Sudety” (2003);
- Brylant Roku w kategorii Najważniejsza książka Dolnego Śląska w 1999 roku dla Szczurołapa z Ratyzbony Jerzego Łukosza.